# 南京事件 (1927年)
南京事件是國民革命軍北伐期間發生的一宗事件：國民革命軍於1927年3月攻占南京之時，有軍人作出暴力排外行為，最終導致英美军舰炮击南京；事件中中外雙方均各有死傷。

## 背景
南京事件发生于第一次国共合作时期北伐战争期间。國民政府在1926年12月中旬遷到武漢，隨即成立「中國國民黨中央執行委員暨國民政府委員臨時聯席會議」，實行革命外交。12月22日蘇俄顧問鮑羅廷在武漢聯席會議上提出「反英辦法」五條，準備動員群眾，收回租界。26日，武昌市民十萬舉行聲勢浩大的「反英運動委員會」大會，反英情緒達到沸點。1927年1月3日，英国水兵从江边的军舰登岸，包围毗邻漢口英租界的广场上庆祝国民政府北迁和北伐胜利的群众，武力攻击中国民众致死伤者数十人，中方称之为“一三惨案”；之后刘少奇等带领民众前往国民政府请愿，要求收回英租界，1月5日，數十萬中國民眾衝入英租界，英國軍警被迫撤出租界，中国方面收回英租界。1月6日，九江英租界發生同樣的衝突。英國開始將這兩起事件視為國民政府有預謀的對英國挑釁，因此號召其他各國出兵上海公共租界以表達維護租界的決心。1月6日、7日，各國達成決議：除原先租界兵力外，英國增派3,300名兵力，美國出兵1,400名，日本增派300名。

## 经过
1927年3月23日，参加北伐战争的国民革命军中央军所属的江右军部队抵达南京，张宗昌指挥的北洋军阀直鲁军退入南京城内，随即在下關渡江北逃。当晚，未过江的部分直鲁军溃兵在南京城内进行抢劫活动，但除两名正在街上行走的外国人及两座已撤空的外侨住宅外，直鲁军并未袭击其他外国目标。
3月24日凌晨，江右军先头部队开入南京城，沿途鸣枪搜索，并向驻南京的各国领事馆询问有无战犯藏匿其中。得到否定答复后，这些部队即平静离开外国领事馆。3月24日晨7时许，江右军所属的第2、第6、第40军主力部队未经抵抗即顺利占领南京城及下关。
从上午9时许起，北伐军（國民革命軍）第2、第6軍進入南京，有民眾和士兵開始劫掠英美日領事署及外人商店住家，一直持续到下午5时。南京城内和下关的外国领事馆、教堂、学校、商社、医院、外侨住宅均遭到侵犯和洗劫。金陵大学副校长美国人文怀恩和震旦大学预科校长意大利人遇害，此外英国侨民死亡2人，日本侨民死亡1人，法国侨民死亡1人。在袭击中，英国和日本领事馆成为袭击的首要目标，英国驻南京领事翟比南被枪击伤，日本武官根本博被人以刺刀刺伤，正在生病卧床的日本领事森冈正平也遭到枪击，但是没有受伤。
下午3时，被围在下关一座小山上的美国领事戴维斯向停泊在长江上的英国和美国军舰发出开火援救的信号，英美军舰开始炮轰南京。江右军司令程潜一方面制止抢劫，一方面委托红十字会代表同英美军舰联络，请其停止炮击。英美军舰炮击持续约1小时后结束，抢劫风潮于下午5时左右逐渐平息。
在南京事件中，外国侨民死亡人数为英国2人，美、法、日、意各1人。美国受伤3人，英、日各2人受伤，另有英舰“绿宝石”号上的一名英国水兵在江右军发炮还击时阵亡。外国领事馆和侨民财产损失难以计数。中方死伤人数，根据各方面的调查，为死亡36至39人，伤数十人，一说伤数百人。
3月29日，日本駐上海總領事矢田七太郎發出電報称：“此次南京搶劫事件為第2軍、第6軍、第40軍（魯滌平、程潛、賀耀組）中的黨代表、基層的共產黨派遣軍官及南京地區中國共產黨黨員合謀設計的組織行為。襲擊時有當地的共產黨黨員專為嚮導，執行對象與場所都有事先規劃。前者只限外國人；後者則選定領事館、教會、學校等洋人集中處。”
1927年4月6日，日本原外相指令其驻华公使，通过外交谈判解决南京事件。4月11日，日本、美國、英國、法國和意大利5国驻武汉领事批評北伐军造成南京事件，要求处分肇事者，被武汉政府拒绝。
1927年4月14日，武汉政府就南京事件向英、美、日、法、義驻汉口领事递交答复照会，承认“屠杀友邦人民，为国际公法及文明各国之通例所严禁，而对友邦人民在己国领土内者施屠杀之行为，其情形尤为重大；而轰击友邦城市之行为，亦为严禁……”，并列举五卅惨案和沙面惨案中英法等国水兵枪杀中国人民之事，以示抗议。在照会的其余部分中，武汉国民政府提出由国际调查委员会调查南京事件元凶，若出于国民革命军之过失，则对侵害外国侨民的行为进行道歉。此外照会还允诺保护外人生命财产，并提议取消不平等条约。

## 起因争议
有关起因有不同的观点说法。
北伐军江右军首领程潜和张辉瓒在南京事件发生后次日发出的报告中称，抢劫风潮是残留城内的“逆军余孽”和“地方流氓”在“反动分子的煽动”下幹的，蒋介石抵达上海后也宣称南京事件祸首是北洋军阀直鲁军宣传队的何海鸣等人“乔装南军”所为。但南京事件遭到抢劫的外侨指，抢劫者是身穿国民革命军制服、讲湖南、广东、江西等地方言的军人。英、美、日领事的报告认为抢劫领事馆的是江右军士兵和下级军官。
在抢劫过程中，北伐军江右军长官和政工干部曾赶到日本领事馆和美孚油行，命令和劝告抢劫者离去，从他们采取的制止方式判断，抢劫者属于友军或本军，而不是“逆军”。程潜在报告中也承认“此次克復南京，不图有反动分子，勾结地方流痞及逆军溃兵，并煽动少数不肖士兵，有掠夺危害外侨生命财产之事”，承认有江右军的“不肖士兵”参加了抢劫。中国记者事后调查报告也称江右军士兵是肇事祸首，《国闻周报》第4卷第22期《轰传世界之南京案调查纪实》中称，“有湖南口音兵手舞枪支大声言‘有要发洋财者统随我去抢’，于是车夫流氓等，千百成群，附之而入外人之教堂学校医院者”。此外，江右军一些部队，如第40军贺耀组部，在1927年1月收回九江英租界时，就已有抢劫外侨的先例。
蒋介石得知南京事件的消息后，下令追查抢劫者的责任。3月25日下午2时，程潜携第6军第17师师长杨杰会见前来交涉的日本第24驱逐舰队指挥官时，指责共产党是煽动南京事件的幕后主使。第40军军长贺耀组也派人到日本领事馆，通报江右军各部的标志。
南京事件發生后不到两周，奉系军阀张作霖在4月6日得到外国公使團的同意，派遣軍警突袭了北京苏联大使馆旁的遠東銀行、中東鐵路辦公處，逮捕李大钊等共产党人，称搜出了共产国际发来的大量指示、训令、文件材料（與馮玉祥的合作文件、紅槍會等農民组织的紀錄、中共文件等；次年编成《蘇聯陰謀文證彙編》）和武器弹药，特别提到其中一份“苏联《致驻华武官训令》”内称：「必须设定一切办法，激动国民群众排斥外国人」，「不惜任何办法，甚至抢劫及多数惨杀亦可实行」，据此指责蘇聯全面指揮顛覆北洋政府的暴力運動、排外運動。此所谓“苏联《致驻华武官训令》”多年后有人考证后称系伪造假文件（详见有关下文）。
日本外務大臣幣原喜重郎認為中國共產黨設計南京事件，目的在吸引列強介入北伐來打擊蔣中正，若蔣中正對列強妥協、道歉，親共勢力就可借題發揮整肅國民黨右派；若不妥協，更能讓蔣中正嫡系部隊與列強兵戎相見，達成消滅蔣中正的目的。郭廷以和日本方面的一些观点倾向于或认为此事件是由中国共产党所发纵指使。对于南京政府所说的此事是中共煽动的说法，美、英等列強方面有人认可，但也有人不以为然。《字林西报》撰文评论：“蒋介石本拟将南京作为彼之军事中心，以与武汉对抗，是以共产党强迫行事，使蒋不得到南京”，并认为“蒋介石去上海设法阻止共产党有同样之行动”。
当时蘇聯與中國共產黨則強烈譴責北洋政府粗暴侵犯蘇聯使館尊嚴，並認為此事件乃帝國主義的挑撥，北洋政府已淪為帝國主義者的工具。1927年4月19日，蘇聯召回北京駐華代辦及大使館職員。
中华人民共和国成立後，官方史学界对该事件的描述是“1927年3月24日，日、美、英、法、意等国军舰炮轰北伐军业已占领的南京，死伤两千多人，造成南京事件”，将南京事件视为帝国主义反对中国革命的一桩暴行。
1980年代以后，中华人民共和国一些历史学者对南京事件的起因和背景进行了考证研究分析，认为南京事件是帝国主义“践踏中国领土主权、屠杀中国人民的一般暴行”，与万县惨案的性质类似，而与五卅事件、沙基惨案不同。北京大学历史系牛大勇、陈长伟综合其他人考证中外历史档案和报刊、回忆录等资料，指出此事件有北洋军阀直鲁溃军和流氓乱民等参加，但主要责任者是北伐军的第2、第6、第40军部分违纪士兵和下级军官，而当时中国共产党有关人士、政工人员和当地工人组织曾尽各种努力制止抢劫；杨杰、贺耀祖等人向日本领馆告抢劫是中共谋划系诬告。针对当时控制北京的奉系军阀1927年4月查抄苏联使馆及所属旧俄兵营后公布的“苏联《致驻华武官训令》”（被郭廷以和日本等方面认为是共产党策动该事件的佐证），习五一考证，称该所谓《训令》系张作霖授意、其部下外交官张国忱和白俄记者米塔列夫斯基等伪造的一份假文件，张国忱向考证这段历史的习五一忆述了当时奉张作霖之命伪造该假“训令”的详细经过，习五一评价该假文件影响极为恶劣。

## 后续处理
事件后不久的1927年4月12日，与张作霖达成默契的蒋介石，在上海发动了四一二清黨行動，6月5日，武汉政府辞退鲍罗廷、加伦等苏联顾问。7月15日，召開國民黨中執會，做出取締共產黨驅逐蘇聯顧問之決議，最终导致国共分裂。南京事件激化了国民党內左右派之间的矛盾，被视为国共分裂的重要前奏之一。
1928年2月，黄郛出任国民政府外交部长，开始和英美协商“宁案”善后。英国因此时中国局势并不明朗，不急于善后，而美国则态度积极。
南京政府首先答应美方提出的“惩凶”和“保障美人在华安全”的要求，并在3月26日，下令处决宁案“肇事士兵及流氓”33人。关于赔偿一事，美方索赔甚巨。因英美炮击也造成了中方百姓的重大伤亡和财产损失，南京政府希望美国能表示些许歉意做做样子，但美方态度强硬，只同意为考虑南京政府面子，不把赔偿写入任何正式文件，秘密进行。3月底，中美“宁案”交涉结束。4月4日，南京、华盛顿同时发表《宁案中美协定》全文。由于美方在交涉中没有让步，美国国内认为此事是外交上的一项胜利，而中国国内舆论则对此表示了普遍的不满。
之后，英、法、意纷纷效仿美方的“接受国民政府道歉和赔偿”和“开炮係正当防卫”的立场。8月，中英达成善后。
而日本由於若槻礼次郎首相堅持“不干涉中國內戰、支持蔣介石統一運動”的政策，也就沒有追究責任。但隔年發生的济南惨案令情況趨於複雜，於是“宁案”的善后又和“济案”的交涉连在一起，迟至29年5月才了结。
“宁案”善后中，国民政府付出了大笔赔款，对列强采取单方面的妥协求和的态度，立场从左转右，实质上结束了“五卅事件”后的反帝国主义立场，继续对列强在中国的不平等条约和殖民利益进行保护。